# Traforo stradale del Colle di Tenda
Il traforo stradale del Colle di Tenda è un tunnel situato sotto il Colle di Tenda ed è parte integrante della strada statale 20, a sua volta parte del percorso della strada europea 74. Progettato dall'ingegner Giovanni Delfino, era all'epoca della sua inaugurazione, avvenuta nel 1882, il tunnel stradale più lungo mai costruito, con una ragguardevole lunghezza, per l'epoca, di 3.182 metri.
All'epoca della sua inaugurazione era interamente compreso nel Regno d'Italia. In seguito al trattato di pace del 1947, è ora diviso tra Italia e Francia.

## Descrizione
Con la frontiera costiera di Ventimiglia, il traforo stradale del Frejus e quello del Monte Bianco (entrambi valichi autostradali) il Colle di Tenda era uno dei collegamenti privilegiati tra Italia e Francia, per certi aspetti preferito agli altri: era gratuito, percorribile tutto l'anno vista l'altezza non troppo elevata a cui si trovavano le due imboccature (versante italiano: 1.321 m s.l.m. - versante francese: 1.280 m s.l.m.), cosa che non ne obbligava la chiusura invernale, e la galleria era di lunghezza modesta.

## Tenda bis
Negli anni, considerati i flussi di traffico ed i più alti standard di sicurezza ora previsti, si è deciso di provvedere all'ammodernamento di tutta la struttura: il progetto prevede una nuova galleria (da usare solo in direzione Francia) con una carreggiata di 6,50 metri (una corsia di marcia di 3,50 metri, una di emergenza di 2,70 metri e una banchina da 0,30 metri), mentre il collegamento verso l'Italia sarà ampliato fino ad arrivare alle stesse dimensioni; le due gallerie saranno collegate da bypass pedonali e carrabili. Per non interrompere il traffico, i lavori, iniziati nel 2012 con le indagini geologiche preliminari, sono stati eseguiti in tempi sfasati.
Nel maggio 2017 la Procura di Cuneo  ha sequestrato il cantiere per permettere accertamenti ai consulenti tecnici, nell'ambito di un'indagine per la frode nelle pubbliche forniture e il furto aggravato; gli indagati erano 17, tra cui un funzionario Anas, i responsabili del cantiere dell’azienda Fincosit che aveva vinto l’appalto di Anas, pagato al 42% dalla Francia. A seguito di intercettazioni, erano state rivelate problematiche nella realizzazione di un muro portante dell’altezza di undici metri, la più grande opera di contenimento dell’intero progetto, destinato a sorreggere la strada in uscita dal nuovo tunnel, proteggendola dalle frane e dalla montagna incombente; inoltre erano state rivendute ad altri acquirenti le centine che avrebbero dovuto sostenere gli archi di volta. Nello stesso mese il procuratore di Nizza richiese il sequestro del nuovo tunnel del colle di Tenda anche sul versante francese.
Il 7 aprile 2018 l'Anas ha rescisso il contratto per la nuova galleria con l'impresa Fincosit per inadempienze contrattuali non collegate con le indagini della Procura. Tra le cause che, secondo ANAS, avrebbero legittimato la risoluzione, vi sarebbe il mancato smaltimento delle anidriti.
Il 26 maggio 2020, è stata formalizzata la consegna definitiva dei lavori all’impresa Consorzio Stabile Edilmaco.
Nonostante i provvedimenti di cui sopra non abbiano interessato il vecchio tunnel attraverso il quale, sia pure in modalità alternata, veniva garantito il traffico, questo è stato chiuso dal 2 ottobre 2020 a causa delle frane dal lato francese e italiano causate dal forte maltempo (tempesta Alex). Dal lato francese è crollato il viadotto di accesso rendendo impossibile arrivare alla galleria.
A causa delle frane l'intero progetto è stato rivisto prevedendo un nuovo viadotto ed un nuovo accesso comune alle due canne dal lato francese. Il costo dell'intera opera sarà di 255 milioni di euro, già interamente finanziati.

### Avanzamento dei lavori
Come riportato sul sito ufficiale, il 3 novembre 2021 sono state riavviate le operazioni di scavo del nuovo tunnel di Tenda. Le attività sono riprese sul fronte italiano della galleria a circa 1270 metri dall’imbocco. Il 22 aprile 2022 le attività di scavo tramite esplosivo sono riprese anche sul lato francese della nuova canna a circa 493 metri dall’imbocco. 
Al 23 settembre 2022 mancano da scavare meno di 850 metri di tunnel (110 metri dal lato italiano e 740 metri da quello francese) e si prevede di riaprire al traffico il tunnel a senso unico alternato entro ottobre 2023 e l'intera opera a doppia canna con il nuovo portale d'accesso dal lato francese e l'adeguamento del tunnel esistente entro luglio 2025.
Il 31 luglio 2023 è stato abbattuto l'ultimo diaframma della galleria, tuttavia restano da completare il rivestimento in calcestruzzo e i bypass con la vecchia galleria. 
Il giorno 27 giugno 2025 si è tenuta l'inaugurazione ufficiale della nuova canna. 
Dal 28 giugno 2025 il tunnel è nuovamente percorribile a senso unico alternato nei seguenti orari: dalle 06:00 alle 21:00 nei weekend, dalle 06:00 alle 08:30, dalle 12:30 alle 14:30 e dalle 18:00 alle 22:00 nei giorni feriali. 
L’ultimazione degli interventi di ammodernamento è prevista per la primavera 2026 , ma solo a fine 2028 si potranno usare entrambe le gallerie .